# 零点
对全纯函数{\displaystyle f}，称满足{\displaystyle f(a)=0}的复数{\displaystyle a}为 {\displaystyle f}的零点（英語：Zero）。

## 零点的阶
如果{\displaystyle f}可以被写成以下的形式：
{\displaystyle f(z)=(z-a)g(z)\,}
那么称{\displaystyle a}是{\displaystyle f}的简单零点，或称{\displaystyle f}的一阶零点。
其中{\displaystyle a}是一个复数，{\displaystyle g}是全纯函数，且{\displaystyle g(a)}不为零。
一般地，如果能找到一个最大的正整数{\displaystyle n},使得下式成立：
{\displaystyle f(z)=(z-a)^{n}g(z)\ }且{\displaystyle \ g(a)\neq 0.\,}
那么，称{\displaystyle n}为{\displaystyle f}在{\displaystyle a}处的零点的阶，{\displaystyle a}为函数{\displaystyle f}的 {\displaystyle n}阶零点。

## 零点的存在
代数基本定理说明，任何一个不是常数的複系数多项式在复平面内都至少有一个零点。这与实数的情况不一样：有些实系数多项式没有实数根。一个例子是{\displaystyle f(x)=x^{2}+1}。

## 性质
不恒为0的全纯函数的零点有一个重要的性质：零点都是孤立的。也就是说，对于不恒为0的全纯函数的任何一个零点，都存在一个邻域，在这个邻域内没有其它零点。